# Habrocestum socotrense
Habrocestum socotrense är en spindelart som beskrevs av Wesolowska, van Harten 2002. Habrocestum socotrense ingår i släktet Habrocestum och familjen hoppspindlar. Inga underarter finns listade i Catalogue of Life.